# Hassan I-dammen
Hassan I-dammen är en dammbyggnad i Marocko. Den ligger i den nordöstra delen av landet, 240 km söder om huvudstaden Rabat. Dammen ligger 952 meter över havet.